# TV Lützellinden
TV Lützellinden 1904 e. V. var en idrottsklubb från stadsdelen Lützellinden i Giessen, Tyskland.
Klubben grundades 1904 och blev internationellt känd för sitt framgångsrika damlag i handboll. På grund av de ekonomiska skulderna efter en konkurs tre år tidigare upplöstes föreningen enhälligt av de 91 medlemmar som var närvarande vid årsstämman den 12 oktober 2006. Därefter grundades TSV 2006 Lützellinden.

## Klubbhistoria
Lützellinden vann sju tyska mästerskap och fem nationella cuper mellan 1988 och 2001, vilket gör klubben till Bundesligas mest framgångsrika klubb efter Bayer Leverkusen. 1991 nådde Lützellinden Europacupens final och besegrade försvarande mästaren Hypo Niederösterreich för att bli den första tidigare västtyska klubben att vinna den stora europeiska trofén. Lützellinden nådde också finalen året efter, men förlorade mot då mot Hypo Niederösterreich. 1993 vann Lützellinden sin andra EHF-cup, cupvinnarcupen i handboll, och slog Rostselmasj i finalen. Klubben nådde därefter 1994 års semifinal i Champions Leagues och 1995 års final i Cupvinnarcupen, men förlorade mot Dunaújvárosi, innan de vann sin andra cupvinnarcup 1996 över Kraš Zagreb. Klubbens bästa placering under sina sju sista säsonger, mellan 1997 och 2003, var semifinalen i EHF-cupens semifinal 2002.

## Konkurs
Lützellinden uteslöts på grund av ekonomiska problem från Bundesliga 2004 och blev nedflyttad till regionalligan efter att elitlicensen återkallats. Där vann TV Lützellinden ligan 2004/05, men fick ingen licens för andra bundesliga av ekonomiska skäl. Sedan upplöstes klubben och det framgångsrika damlaget blev historia.
Jürgen Gerlach, tidigare tränare för damlaget i TV Lützellinden, hade 2002 lånat klubben över 500 000 euro. Klubben, som redan 2002 befann sig i ekonomiska svårigheter, kunde inte klara av skuldbördan. Den 1 juni 2005 lämnades en konkursansökan in mot klubben. Distriktsdomstolen i Giessen beslutade att föreningen skulle likvideras. Enligt  presidiet i klubben uppgick klubbens skulder till 774 000 euro, varav över 500 000 euro i det privata lånet från tränaren Gerlach. Gerlach, som spelade en stor roll i klubbens framgångar vann klubbens sista tyska mästerskapet säsongen 2005/06 med det kvinnliga A-ungdomslaget i TV Lützellinden.

## Meriter
- Tysk mästare sju gånger 1988, 1989, 1990, 1993, 1997, 2000, 2001
- Vinnare av tyska cupen fem gånger 1989, 1990, 1992, 1998, 1999
- Vinnare av Europacupen 1991
- Vinnare Cupvinnarcupen 1993, 1996

### Luzellinden placeringar i Bundesliga från 1982
| Säsong  | Serie          | Placering   | Sp | S  | U | N  | Gjorda/insläppta mål | Målskillnad | Poäng |
| ------- | -------------- | ----------- | -- | -- | - | -- | -------------------- | ----------- | ----- |
| 1982/83 | Bundesliga Süd | 2           | 18 |    |   |    | 311:274              | +37         | 24:12 |
| 1983/84 | Bundesliga Süd | 1           | 18 |    |   |    | 342:260              | +82         | 29:7  |
| 1984/85 | Bundesliga Süd | 1           | 18 |    |   |    | 402:294              | +108        | 30:6  |
| 1985/86 | Bundesliga     | 4           | 18 |    |   |    | 366:353              | +13         | 22:14 |
| 1986/87 | Bundesliga     | 2           | 18 |    |   |    | 408:326              | +82         | 29:7  |
| 1987/88 | Bundesliga     | 1 (mästare) | 18 |    |   |    | 412:301              | +111        | 33:3  |
| 1988/89 | Bundesliga     | 1 (mästare) | 18 |    |   |    | 469:290              | +179        | 36:0  |
| 1989/90 | Bundesliga     | 1 (mästare) | 22 |    |   |    | 520:359              | +161        | 37:7  |
| 1990/91 | Bundesliga     | 2           | 22 |    |   |    | 521:388              | +133        | 33:11 |
| 1991/92 | Bundesliga Süd | 1           | 22 | 21 | 0 | 1  | 592:349              | +243        | 42:2  |
| 1992/93 | Bundesliga     | 1 (mästare) | 24 | 22 | 2 | 0  | 594:440              | +154        | 46:2  |
| 1993/94 | Bundesliga     | 2           | 26 | 21 | 0 | 5  | 646:518              | +128        | 42:10 |
| 1994/95 | Bundesliga     | 2           | 26 | 23 | 0 | 3  | 727:520              | +207        | 46:6  |
| 1995/96 | Bundesliga     | 4           | 26 | 20 | 0 | 6  | 753:531              | +222        | 40:12 |
| 1996/97 | Bundesliga     | 1 (mästare) | 22 | 19 | 1 | 2  | 624:503              | +121        | 39:5  |
| 1997/98 | Bundesliga     | 2           | 22 | 17 | 2 | 3  | 616:525              | +91         | 36:8  |
| 1998/99 | Bundesliga     | 3           | 22 | 15 | 3 | 4  | 634:543              | +91         | 33:11 |
| 1999/00 | Bundesliga     | 1 (mästare) | 22 | 18 | 1 | 3  | 655:548              | +107        | 37:7  |
| 2000/01 | Bundesliga     | 1 (mästare) | 22 | 19 | 0 | 3  | 675:537              | +138        | 38:6  |
| 2001/02 | Bundesliga     | 2           | 26 | 19 | 2 | 5  | 790:643              | +147        | 40:12 |
| 2002/03 | Bundesliga     | 7           | 24 | 12 | 1 | 11 | 612:575              | +37         | 25:23 |
| 2003/04 | Bundesliga     | 9           | 22 | 8  | 1 | 13 | 536:607              | −71         | 17:27 |